# Fürth (distrito)
Fürth, conhecido com Fuerth, é um distrito da Alemanha, na região administrativa da Média Francónia, estado de Baviera (Baviera).

## Cidades e Municípios
- Cidades:

1. Langenzenn
2. Oberasbach
3. Stein
4. Zirndorf

- Municípios:

1. Ammerndorf
2. Cadolzburg
3. Großhabersdorf
4. Obermichelbach
5. Puschendorf
6. Roßtal
7. Seukendorf
8. Tuchenbach
9. Veitsbronn
10. Wilhermsdorf